# Bit Khalupe

Estats arameus a Mesopotàmia al segle IX aC

Bit Khalupe (Bit Halupe, Bit Khalupi, Bit Khaluppi, fou un estat arameu a la vall del Khabur. S'hauria fundat abans del 1000 aC com una confederació tribal i va passar a ser tributària d'Assíra durant el segle x, rebent un governador assiri però conservar completa autonomia en els afers domèstics. La capital al segle ix aC era Suru. La població de la zona estava formada per arameus o per locals que s'havien arameitzat.
El 883 aC Assurnasirpal II (884-859 aC) va envair Kummukh (Commagena) potser per exigir el pagament del tribut; el regne es va sotmetre sense lluita i abans d'acabar la tasca prevista la presència del rei fou demanada a la riba de l'Eufrates on els aramaeus vivien en agrupacions tribals o en ciutats, algunes independents i altres dependents d'Assíria i amb governadors assiris; una d'aquestes comunitats era Bit Khalupe (moderna Halebe), a mig camí entre el Balikh i el Khabur, i estava governada per l'assiri Khamitai; estant Assunasirpal II a Kummukh va esclatar una revolta a Suru, la capital o ciutat principal de Bit Khaluppi o Bit KHalepe i el governador fou assassinat i com a cap es va erigir Akhiyababa, vingut de Bit Adini, i de condició humil, potser un agent del rei Adini. El rei assiri amb el seu exèrcit es va dirigir cap allí i es va aturar a Sadikan o Gardikan (moderna Arban, a la riba del Khabur) on va rebre el tribut d'un príncep arameu, Shulman-khaman-ilaniy; després es va aturar a Shuma on va rebre el tribut del príncep de Katnu (no identificada), Ilu-Adad. La notícia de la seva arribada es va saber aSuru que immediatament es va rendir; però el rei no ho va acceptar, i va atacar la ciutat i va forçar l'entrega de tots els que havien participat en la revolta; als oficials els va fer tallar les cames; els nobles que havien pres part a la rebel·lió foren executats i els seus cossos acumulats en una piràmide a la porta de la ciutat; aquesta fou saquejada i destruïda; Akhiyababa fou fet presoner i enviat a Nínive on fou espellat i la seva pell va adornar les muralles de la fortalesa; Azilu fou nomenat nou governador assiri. Els prínceps arameus de Laqu (Laqi, a la riba nord de l'Eufrates al sud de Suru la capital de Bit Khaluppi) i Khindanu (de situació dubtosa; podria ser la clàssica Giddan al sud de l'Eufrates més avall de Mari) van enviar el tribut mentre el rei era a Suru; també va enviar el tribut un altre poble arameu, els shuhites de Suhi o Shuhi, tribut que va portar el mateix rei Ilubani amb els seus fills, que va anar directament a Nínive.
En endavant l'estat ja no torna a ser esmentat.